# Anthurium whitmorei
Anthurium whitmorei är en kallaväxtart som beskrevs av Thomas Bernard Croat och Lingán. Anthurium whitmorei ingår i släktet Anthurium och familjen kallaväxter. Inga underarter finns listade.